# ホテルスプリングス幕張
ホテルスプリングス幕張（ホテルスプリングスまくはり）は、千葉県千葉市美浜区の幕張新都心にある、山形屋商事が運営するホテルである。政府登録国際観光旅館、幕張メッセオフィシャルホテルの一つ。

## 概要

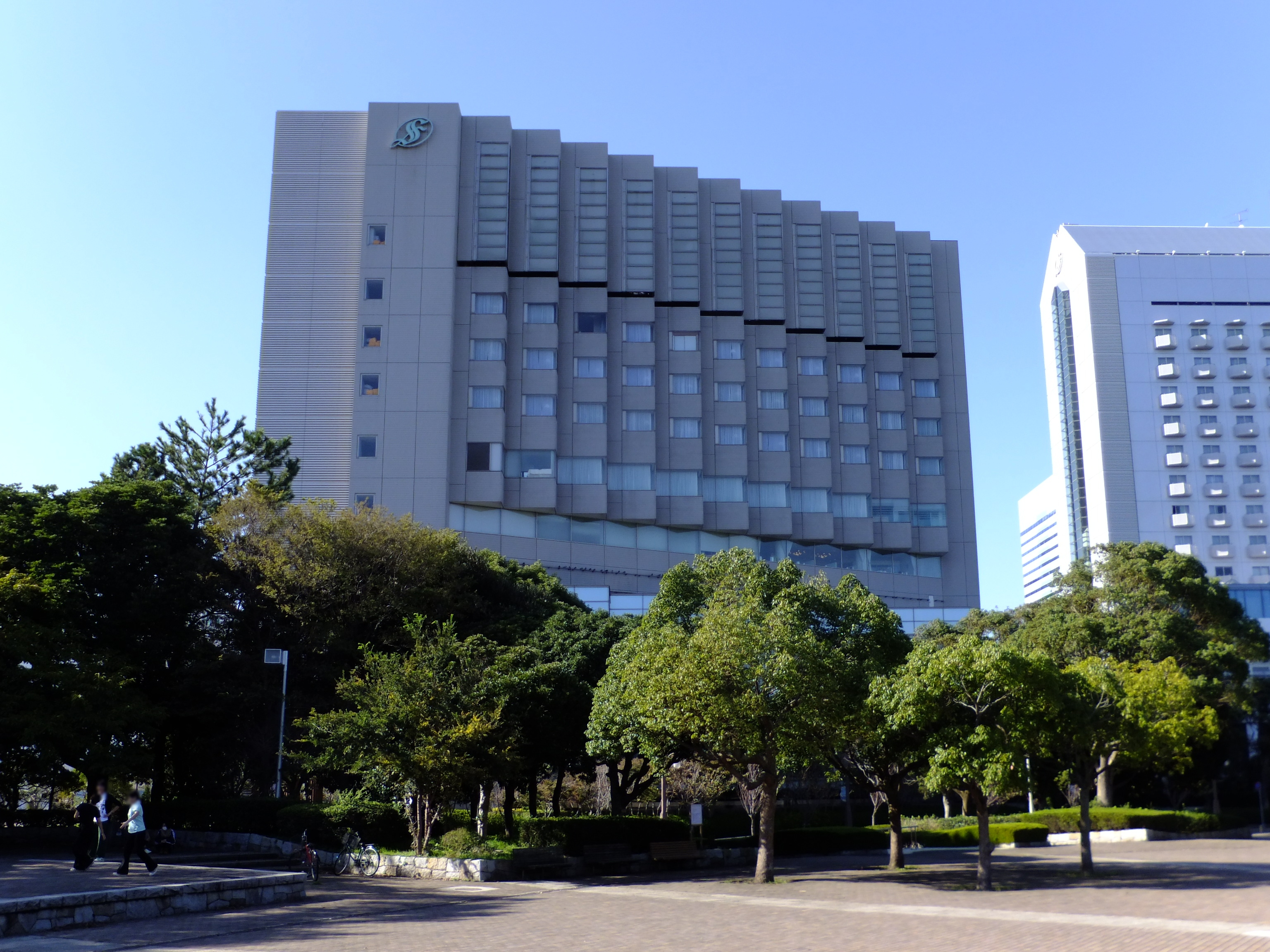
新館アネックス棟

幕張新都心に一番初めに開業したシティホテルとして知られる。本館と新館アネックスの2棟で構成。東京ディズニーリゾート・グッドネイバーホテルの一つであったが、2019年3月31日をもって契約を終了した。

### 主な施設
- 客室260室
- レストラン：バイキングレストラン「カーメル」、中国料理「翠嵐」、日本料理・鉄板焼き「玄海」、メインバー「ヴィオレ」
- 大宴会場「エメラルド」、「クリスタル」
- 中宴会場「ルビー」
- 宴会場「カトレア」
- 小宴会場「サルビア」、「ローズ」、「フリージア」
- スプリングス国際ホール
- 挙式会場
- ガーデンプール
- 薬石浴「嵐の湯」
- YADORIGIコワーキング in ホテルスプリングス幕張

### 建築概要
- 所在地：〒261-0021 千葉市美浜区ひび野1-11
- 階数：地上14階、地下2階

## アクセス
- 鉄道
  - JR東日本 海浜幕張駅北口 徒歩約3分
- 自動車
  - 東関東自動車道 湾岸千葉インターチェンジ
  - 東関東自動車道 湾岸習志野インターチェンジ
  - 京葉道路 幕張インターチェンジ
  - 駐車場 200台